# Gayle Caldwell
Gayle Caldwell, född Gayle Geddes 20 februari 1941 i Eugene, Oregon, död 14 april 2009 i Fort Bragg, Kalifornien, var en amerikansk sångare, kompositör och sångtextförfattare. Hon var medlem i gruppen The New Christy Minstrels.